# Шамшиев, Ислам Акбаралиевич
Ислам Акбаралиевич Шамшиев  (кирг. Ислам Шамшиев; 1 марта 1991) — киргизский футболист, полузащитник. Выступал за сборную Кыргызстана.

## Клубная карьера
Взрослую карьеру начал в 2006—2008 годах в клубе первой лиги «Шахтер» (Кызыл-Кия). С 2008 года выступает за бишкекский «Дордой». Неоднократный чемпион и призёр чемпионата Кыргызстана, обладатель Кубка страны. Участник различных азиатских клубных турниров, в том числе трёхкратный финалист (2008, 2009, 2010) Кубка Президента АФК.
После 11 лет выступлений за «Дордой» в августе 2019 года Шамшиев подписывает контракт с «Алаем». В январе 2020 года перешёл в клуб чемпионата Лаоса «Мастер-7». Тем не менее уже в марте 2020 года возвращается на родину, где становится капитаном клуба «Каганат». Сезон 2021 года провёл в командах «Нефтчи» (Кочкор-Ата) и «Алай».
Накануне старта сезона 2022 года вернулся в «Дордой» с которым заключил двухлетний контракт. Лучший игрок Суперкубка Кыргызстана 2022 года. В июле 2023 года по обоюдному соглашению с клубом расторг договор и покинул «Дордой».

## Карьера в сборной
В национальной сборной Кыргызстана дебютировал 25 июля 2009 года в товарищеском матче против Китая, выйдя на замену на 65-й минуте. Первый гол за сборную забил только спустя девять лет, в своём 16-м матче — 22 марта 2018 года в ворота Мьянмы.

## Достижения
- Чемпион Кыргызстана (7): 2008, 2009, 2011, 2012, 2014, 2018, 2019[10]
- Вице-чемпион Кыргызстана (5): 2008, 2009, 2013, 2015, 2016
- Обладатель Кубка Кыргызстана (6): 2009, 2011, 2014, 2016, 2017, 2018
- Обладатель Суперкубка Кыргызстана (3): 2013, 2014, 2022